# El Guapinolito
El Guapinolito är en ort i Mexiko.   Den ligger i kommunen Ocozocoautla de Espinosa och delstaten Chiapas, i den sydöstra delen av landet, 700 km sydost om huvudstaden Mexico City. El Guapinolito ligger 794 meter över havet och antalet invånare är 114.
Terrängen runt El Guapinolito är huvudsakligen kuperad, men österut är den bergig. Terrängen runt El Guapinolito sluttar västerut. Runt El Guapinolito är det ganska glesbefolkat, med 47 invånare per kvadratkilometer. Närmaste större samhälle är Cristóbal Obregón, 6,6 km söder om El Guapinolito. I omgivningarna runt El Guapinolito växer huvudsakligen savannskog.